# Естонський коледж інформаційних технологій
Естонський коледж інформаційних технологій (ест. Eesti Infotehnoloogia Kolledž) - приватний некомерційний навчальний заклад в Талліні (Естонія).

## Історія
Коледж інформаційних технологій був утворений в березні 2000 року Естонським фондом інформаційних технологій (англ. Estonian Information Technology Foundation), створеним спільними зусиллями Міністерства освіти і наукових досліджень Естонії, Тартуського університету, Талліннського технічного університету, телекомунікаційної компанії Eesti Telekom і Естонської асоціації інформаційних технологій і телекомунікацій в зв'язку з постійно зростаючою потребою ІТ-фахівців. Коледж був урочисто відкритий прем'єр-міністром Естонії Березнем Лааром у вересні 2000 року. Протягом першого року роботи всі студенти повинні були платити за навчання (невелика кількість стипендій була доступна для кращих студентів). Але, починаючи з 2007 року, 100 місць фінансуються державою. З 2008 року коледж знаходиться в таллінському районі Мустамяє в безпосередній близькості від Талліннського технічного університету.

## Діяльність
Коледж готує фахівців за такими спеціальностями: системний адміністратор, системний розробник, системний аналітик, технічний фахівець з телекомунікацій. Навчальний заклад бере участь в партнерських програмах:
- Oracle Academy (з 2002 року);
- Cisco Networking Academy (з 2002 року);
- Microsoft IT Academy і MSDN Academic Alliance (з 2003 року);
- Linux Professional Institute (з 2011 року).

Естонський коледж інформаційних технологій співпрацює з вузами багатьох країн Європи, включаючи Швецію, Німеччину, Австрію, Португалію, Туреччину. У коледжі існує традиція запрошувати на лекції провідних фахівців і менеджерів ІТ. Так тут виступали: Richard M. Stallman з Free Software Foundation, Jon "Maddog" Hall з Linux International, Mikko Hyppönen і Jarno Niemelä з F-Secure, Akira Hirooka з DoCoMo, Andrew Kass з Microsoft та інші.

## Керівники
У 2010 році ректором коледжу був Kalle Tammemäe. У 2011 році цю посаду займав Linnar Viik. З серпня 2011 ректором Естонського коледжу інформаційних технологій є Tiit Roosmaa.